# تحويل السلاح
تحويل السلاح الاستبدال الجزئي أو الكلي للقوات المسلحة بالبنية التحتية المادية والاجتماعية لدعم المقاومة اللاعنفية. وقد عرَّف جين شارب عملية «تحويل السلاح» بأنها «عملية التحول من سياسة الدفاع القائمة على العسكرية إلى سياسة الدفاع القائمة على المدنيين». وعلى عكس نزع السلاح، فإن تحويل السلاح «ينطوي دائمًا على استبدال إحدى الوسائل لتوفير الدفاع بوسيلة أخرى» بدلاً من «تخفيض بسيط أو التخلي عن القدرة العسكرية».
من المرجح أن مصطلح «تحويل السلاح» قد أدخل في عام 1937 في كتيب بواسطة كينيث بولدينج. ولم يستخدم مرة أخرى حتى الستينيات.
وفقًا لآدم روبرتس،
```
يمكن تصور أربع مراحل ممكنة على الأقل من تحويل السلاح: 
```

1. البحث والتحقيق في الدفاع المدني، من أجل الحكم على قابليته للعمل، وربطه بالمشاكل الدفاعية لبلد معين، وتطوير المفاهيم الاستراتيجية والتكتيكية بحيث يمكن تقديم الاقتراح بشكل ملموس وعملي.
2. التعليم العام في العمل اللاعنفي والدفاع المدني؛ تدريب مكثف للمجموعات الرئيسية والأفراد؛ الاستعدادات التنظيمية.
3. تطبيق الدفاع المدني في مناطق محددة دون التخلي التام عن سياسة الدفاع العسكري.
4. الالتزام باستخدام الدفاع المدني في مقاومة جميع التهديدات التي تم التعامل معها سابقًا بالطرق العسكرية. كتاب الانتهاء من عملية تحويل السلاح،(ص. 338 [4])

كما استخدم مصطلح «تحويل السلاح» لاحقًا - على سبيل المثال، من قبل يوهان غالتونغ - كمصطلح تقني لوصف تحول في الاستراتيجية العسكرية. يميز غالتونغ بين الأسلحة الهجومية والدفاعية ويقترح الانتقال إلى نظام دفاعي وطني. إن استخدامه للمصطلح لا يعني اللاعنف. يدافع جالتونج عن الأسلحة الدقيقة ذات النطاق المحدود والآثار المدمرة.